# Euploea eustachius
Euploea eustachius är en fjärilsart som beskrevs av Kirby 1889. Euploea eustachius ingår i släktet Euploea och familjen praktfjärilar. Inga underarter finns listade i Catalogue of Life.